# Sean Penn
Sean Justin Penn (* 17. srpen 1960 Santa Monica, Kalifornie) je americký herec a režisér, držitel dvou Oscarů za nejlepší mužský herecký výkon v hlavní roli a jednoho Zlatého glóbu.

## Životopis

### Osobní život
Narodil se v Kalifornii herci a režiséru Leo Pennovi a herečce Eileen Ryan. Má jednoho žijícího bratra muzikanta Michaela Penna, jeho druhý bratr Chris Penn zemřel v roce 2006. Jeho prarodiče z otcovy strany byli židovští emigranti z Litvy. Pennova matka má italské a irské předky.
Penn byl zasnoubený s herečkou Elizabeth McGovernovou, následně udržoval vztah se Susan Sarandonovou. Média začal jeho osobní život zajímat poté, co se v roce 1985 oženil se zpěvačkou Madonnou. Manželství bylo mařeno násilnými výbuchy proti tisku, včetně jednoho, kdy byl Penn zatčen kvůli bití fotografa. Říká se také, že, když Penn nalezl ve svém hotelovém pokoji paparazziho, pověsil ho za kotníky z balkónu devátého patra. Madonna mu věnovala své třetí album True Blue. Později byl Penn obviněn z trestného činu domácího násilí, manželé se rozvedli v roce 1989.
Brzy po rozvodu začal vztah s herečkou Robin Wrightovou a v roce 1991 se jim narodilo jejich první dítě Dylan Frances. O dva roky později se jim narodilo druhé dítě Hopper Jack. V roce 1996 se vzali. V roce 2007 oznámili, že se rozvádějí, ale na jaře 2008 sdělili, že spolu zůstávají. Posléze se v červenci 2010 rozvedli .
Pennovým dobrým přítelem je bubeník skupiny Metallica Lars Ulrich. Spolu s Johnnym Deppem, Mickem Hucknallem a Johnem Malkovichem Penn vlastní restauraci v Paříži.
V listopadu 2015 se setkal s mexickým narkobaronem Joaquínem „El Chapo“ Guzmánem, aby s ním udělal rozhovor. El Chapo, v podstatě nejmocnější narkobaron světa, byl v té době dvakrát uprchlým vězněm hledaným Mexikem i Spojenými státy.

### Kariéra

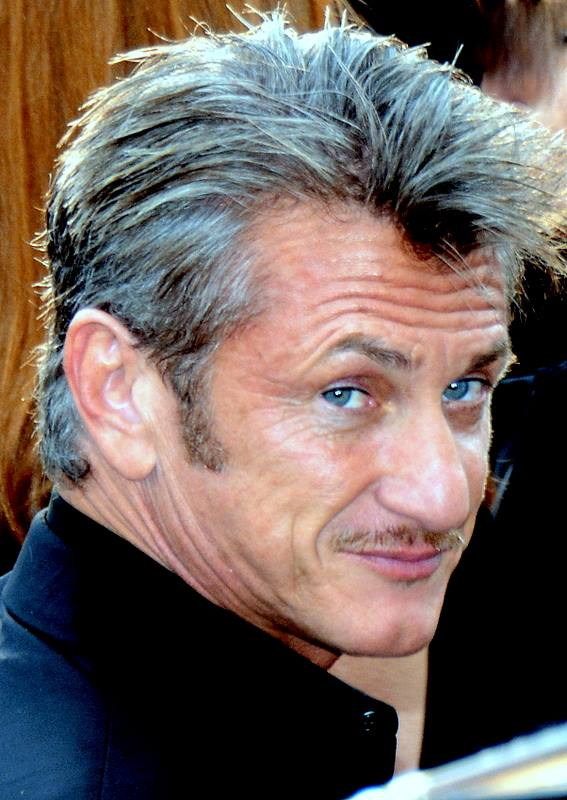
Sean Penn na Festivalu v Cannes 2015

V roce 1974 se Penn objevil v televizním seriálu Little House on the Prairie díky tomu, že jeho otec režíroval několik epizod. Svou kariéru nastartoval v roce 1981 snímkem Večerka a o rok později filmem Nářez na ridgemontské střední. V roce 1983 se objevil v jedné ze svých nejlepších brzkých rolí ve filmu Zlí hoši, kde hrál postavu problémového mladíka Micka O'Briena.
V roce 1985 ztvárnil Andrewa Daultona Leeho ve filmu Dravec a feťák. Lee byl bývalým drogovým dealerem, odsouzeným za špionáž pro Sovětský svaz na doživotí. V roce 1998 byl podmínečně propuštěn. Podle interview v britském deníku The Guardian si později Penn Leeho najal jako svého osobního asistenta, částečně proto, že se mu chtěl odměnit za to, že mu dovolil hrát ho ve filmu, a zčásti také proto, že Penn věří v to, že se člověk může napravit a znovu začlenit do společnosti.
V roce 1986 spolu s Christopherem Walkenem účinkoval ve filmu Na dosah, který byl založen na skutečné události a získal příznivou kritiku. Fanoušci i kritika si všimli změny v Pennově stavbě těla. Penn měl svalnatou postavu a byl ve formě. Film byl prvním, který vydělával na tom, že se Penn stal sexuálním symbolem.
V roce 1991 Penn natočil film Indiánský posel, který se stal jeho režijním debutem. Jeho další režijní dílo zahrnuje filmy Křižovatka smrti, Přísaha (oba s Jackem Nicholsonem) a Útěk do divočiny. Pokračoval i jako herec, např. ve filmech Tenká červená linie, Mrtvý muž přichází nebo Sladký ničema. Za poslední dva získal nominaci na Oscara.
V roce 2002 získal další nominaci na Oscara ve filmu Jmenuji se Sam za roli Sama, dospělého muže na úrovni sedmiletého, kterému je podstrčena jeho dcera, a tak ji musí vychovávat. Její inteligence ale pak překročí otcovu, dcera je mu sebrána úřady a Sam si najme právničku (Michelle Pfeifferová), aby získal dceru zpět. Rok po tomto filmu konečně Oscara získal díky filmu Tajemná řeka. V roce 2008 získal druhého Oscara za roli skutečného bojovníka za práva homosexuálů Harveyho Milka ve filmu Milk.

## Filmografie
| Rok  | film / seriál                   | role                      | poznámky |
| ---- | ------------------------------- | ------------------------- | --- |
| 1974 | Little House on the Prairie     | dítě                      | 1 epizoda |
| 1979 | Barnaby Jones                   | Sam                       | 1 epizoda |
| 1981 | Hellinger's Law                 | Bit Part                  | |
| 1981 | Jak zemřel Randy Webster        | Don Fremont               | |
| 1981 | Večerka                         | Alex Dwyer                | |
| 1983 | Summerspell                     | Buddy                     | |
| 1983 | Zlí hoši                        | Mick O'Brien              | |
| 1984 | Koumáci                         | Dillard                   | |
| 1984 | O závod s měsícem               | Henry 'Hopper' Nash       | |
| 1985 | Dravec a feťák                  | Daulton Lee               | |
| 1986 | Na dosah                        | Brad Whitewood Jr.        | česky také Tváří v tvář smrti |
| 1986 | Šanghajské překvapení           | Glendon Wasey             | |
| 1988 | Barvy                           | Danny McGavin             | |
| 1988 | Verdikt                         | Guenther X                | |
| 1989 | Oběti války                     | seržant Tony Meserve      | |
| 1989 | Nejsme žádní andělé             | Jim                       | |
| 1990 | Cool Blue                       | Phil                      | neuveden v titulcích |
| 1990 | Stav milosti                    | Terry Noonan              | |
| 1993 | Carlitova cesta                 | David Kleinfeld           | nominace na Zlatý glóbus v kategorii Nejlepší herec ve vedlejší roli                                                                                           |
| 1995 | Mrtvý muž přichází              | Matthew Poncelet          | nominace na Oscara v kategorii Nejlepší herec nominace na Zlatý glóbus v kategorii Nejlepší herec v dramatu                                                    |
| 1997 | Loved                           | muž na kopci              | |
| 1997 | Jak ta je úžasná                | Eddie Quinn               | |
| 1997 | U-Turn                          | Bobby Cooper              | |
| 1997 | Hra                             | Conrad Van Orton          | |
| 1997 | Ellen                           | sám sebe                  | 1 epizoda |
| 1998 | Zbytečnosti                     | Eddie                     | |
| 1998 | Tenká červená linie             | 1. seržant Edward Welsh   | |
| 1999 | V kůži Johna Malkoviche         | sám sebe                  | |
| 1999 | Sladký ničema                   | Emmet Ray                 | nominace na Oscara v kategorii Nejlepší herec nominace na Zlatý glóbus v kategorii Nejlepší herec v komedii nebo muzikálu                                      |
| 2000 | Vila na kopci                   | Rowley Flint              | |
| 2000 | Než se setmí                    | Cuco Sanchez              | |
| 2000 | Váha vody                       | Thomas Janes              | |
| 2001 | Přátelé                         | Eric                      | 2 epizody |
| 2001 | Jmenuji se Sam                  | Sam Dawson                | nominace na Oscara v kategorii Nejlepší herec |
| 2003 | Sláva jen pro mrtvé             | sám sebe                  | |
| 2003 | Za všechno může láska           | Marciello                 | |
| 2003 | Tajemná řeka                    | Jimmy Markum              | Oscar v kategorii Nejlepší herec Zlatý glóbus v kategorii Nejlepší herec v dramatu nominace na cenu BAFTA v kategorii Nejlepší herec v hlavní roli             |
| 2003 | 21 gramů                        | Paul Rivers               | nominace na cenu BAFTA v kategorii Nejlepší herec v hlavní roli                                                                                                |
| 2004 | Zabiji Nixona                   | Samuel J. Bicke           | |
| 2004 | Dva a půl chlapa                | sám sebe                  | 1 epizoda |
| 2005 | Tlumočnice                      | Tobin Keller              | |
| 2006 | Všichni královi muži            | Willie Stark              | |
| 2007 | Persepolis                      | pan Satrapi               | |
| 2008 | Co se vlastně stalo             | sám sebe                  | |
| 2008 | Milk                            | Harvey Milk               | Oscar v kategorii Nejlepší herec nominace na Zlatý glóbus v kategorii Nejlepší herec v dramatu nominace na cenu BAFTA v kategorii Nejlepší herec v hlavní roli |
| 2010 | Fair Game                       | Joe Wilson                | |
| 2010 | I'm Still Here                  | sám sebe                  | neuveden v titulcích |
| 2011 | Strom života                    | Jack                      | |
| 2011 | Tady to musí být                | Cheyenne                  | |
| 2013 | Gangster Squad – Lovci mafie    | Mickey Cohen              | |
| 2013 | Walter Mitty a jeho tajný život | Sean O'Connell            | |
| 2015 | Gunman: Muz na odstřel          | James Terrier             | |
| 2016 | Angry Birds ve filmu            | Terence (hlas)            | |
| 2016 | Griffinovi                      | sám sebe (hlas)           | díl: „Hot Shots“ |
| 2016 | Sound of Sun                    | Muž                       | krátkometrážní film |
| 2018 | The First                       | Tom Haggerty              | 8 dílů |
| 2019 | The Professor and the Madman    | Dr. William Chester Minor | |
| 2020 | Larry, kroť se                  | sám sebe                  | díl: „The Spite Store“ |
| 2021 | Flag Day                        | John Vogel                | také režisér |
| 2021 | Lékořicová Pizza                | Jack Holden               | |